# Gaet'ale
Gaet'ale je malé mimořádně slané jezero nacházející se v sopečné oblasti Dallol v Etiopii. Nachází se nad podzemním termálním pramenem tektonického původu. Nemá žádné nadzemní přítoky ani odtoky. Salinita v jezeru dosahuje až 43%, což z něj činí nejslanější přírodní vodní nádrž na Zemi. Svou salinitou přesahuje i Antarktické jezero Don Juan, jehož salinita se pohybuje těsně nad 40 %.

## Poloha a vznik
Gaet'ale je největší ze skupiny jezer, které se nachází asi 4 km jihovýchodně od pramenů v Dallolu. Má přibližně tvar půlměsíce s poloměrem 60 m.
Dle výpovědi místních obyvatel z nedaleké vesnice Ahmed'ela vzniklo jezero v důsledku zemětřesení v lednu roku 2005.

## Složení vody
Voda v Gaet'ale obsahuje jako hlavní příměsi chlorid vápenatý (CaCl2) v koncentraci 2,72 mol/kg a chlorid hořečnatý (MgCl2) v koncentraci 1,43 mol/kg. Dále obsahuje menší množství různých sodných a draselných solí a rozpuštěných dusitanů. Dále obsahuje stopové množství rozpuštěných železitýchh iontů Fe3+, které s ionty chloru Cl− tvoří komplexy, které dávají vodě v jezeru její tmavě žlutou barvu. Po vydestilování 1 kg vody z jezera zůstane přibližně 433 g pevného materiálu, což odpovídá salinitě 43,3 %. Voda má díky svému termálnímu původu teplotu o 50–55 °C vyšší, než je teplota okolí. 
Voda v jezeru je nasycena oxidem uhličitým, což lze poznat podle malých bublinek CO2 unikajících z vodní hladiny. Okolo jezera se nachází množství těl malých uhynulých zvířat jako jsou hmyz a ptáci.

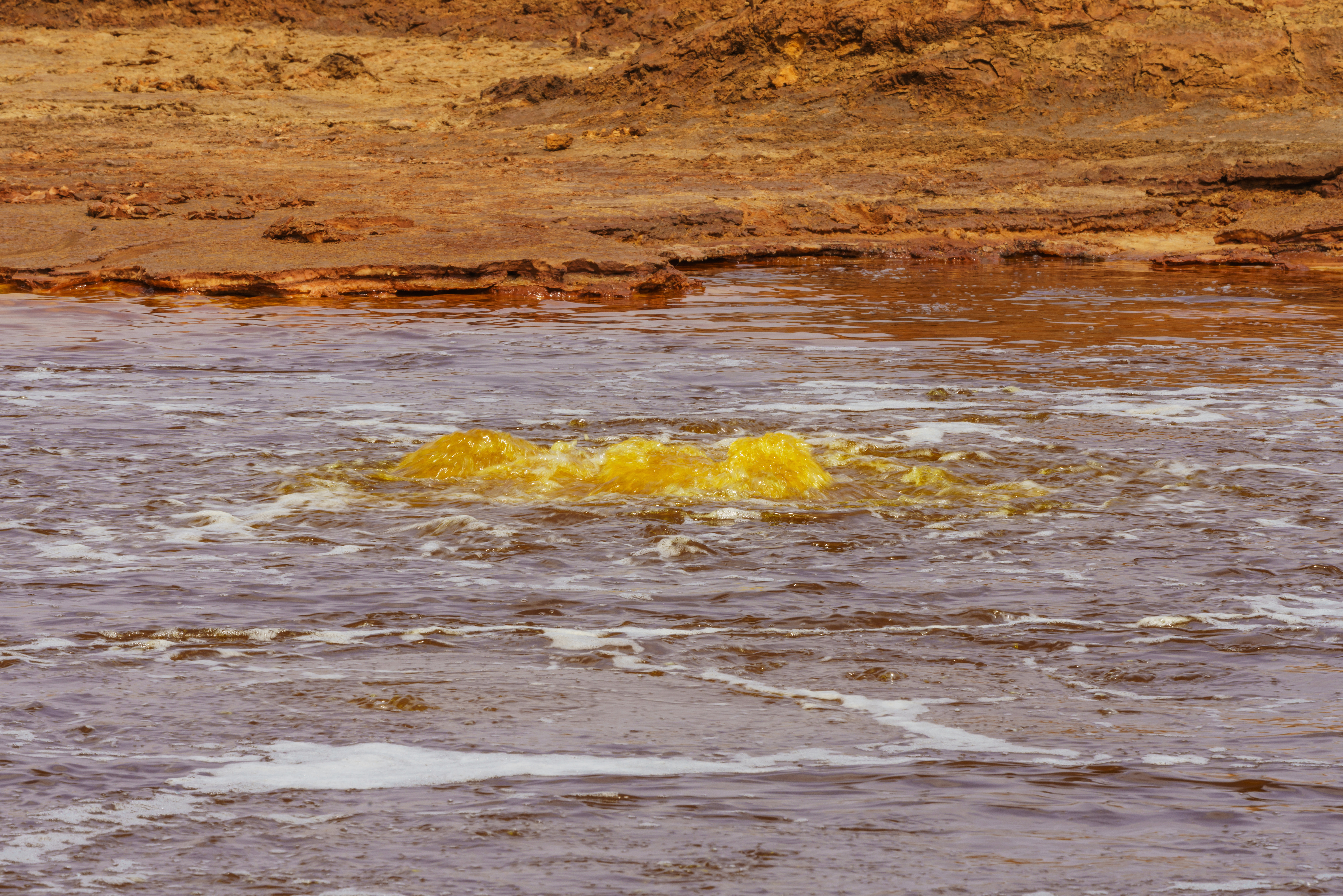
Horký pramen v jezeře
pohled ze břehu